# Hypodoxa squamata
Hypodoxa squamata är en fjärilsart som beskrevs av Felder 1875. Hypodoxa squamata ingår i släktet Hypodoxa och familjen mätare. Inga underarter finns listade i Catalogue of Life.